# Josef Pillhofer

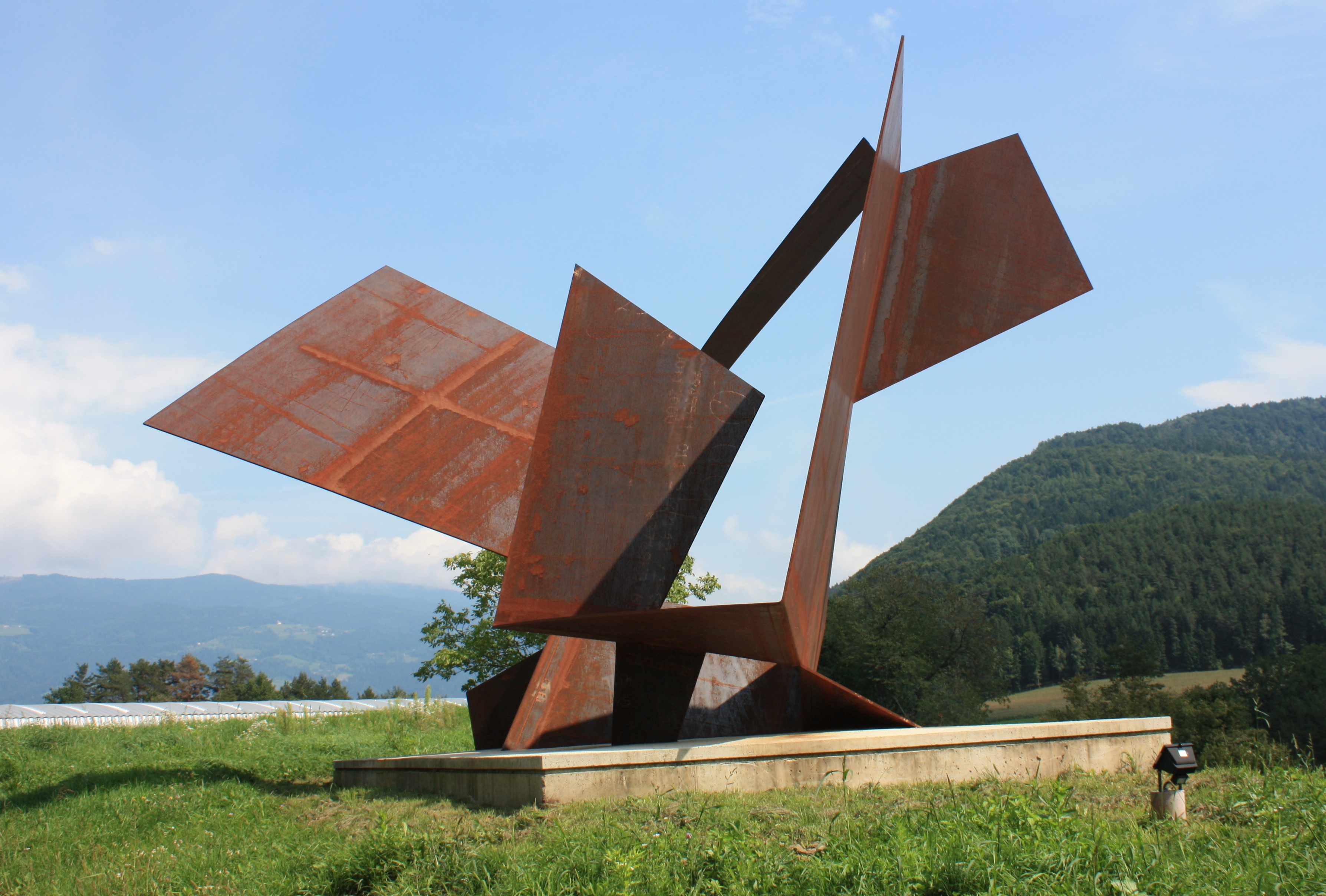
Skulptur vor dem Museum Liaunig, Kärnten

Josef Pillhofer (* 1. Juni 1921 in Wien; † 30. Juli 2010 ebenda) war ein österreichischer Bildhauer.

## Leben

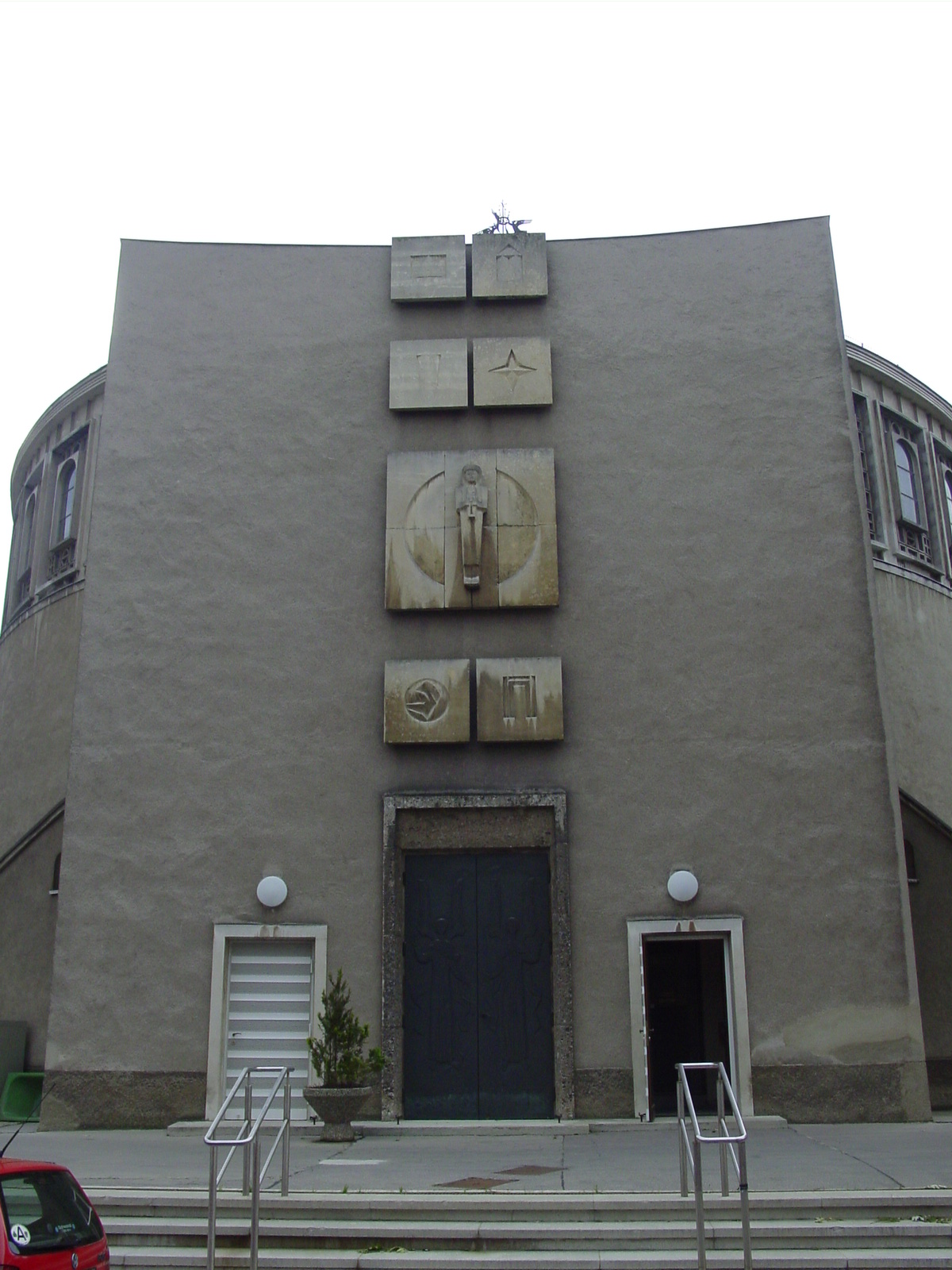
Portalwand der Pfarrkirche Liesing von Josef Pillhofer (1960). Symbole der Lauretanischen Litanei

### Ausbildung
Von 1938 bis 1941 studierte Josef Pillhofer an der Grazer Kunstgewerbeschule Bildhauerei  bei Wilhelm Gösser und Malerei bei Rudolf Szyszkowitz. Nach seiner Zeit als Soldat im Zweiten Weltkrieg kehrte er an die Grazer Kunstgewerbeschule zurück, um bald darauf an die Akademie der bildenden Künste nach Wien zu wechseln, wo er in den Jahren von 1947 bis 1950 ein Schüler von Fritz Wotruba war. 1950/51 führte ihn ein Auslandsstipendium nach Paris. Er nahm an der Bildhauerklasse von Ossip Zadkine an der Académie de la Grande Chaumière teil. Während dieses Aufenthaltes relativierte sich Wotrubas Einfluss durch die Bekanntschaft mit Constantin Brâncuși und Henri Laurens.
Ab 1955 war Pillhofer Mitglied der Wiener Secession, 1957 führte in ein weiteres Auslandsstipendium für drei Monate nach Rom.
In den 1950er Jahren war Pillhofer auch für das Wiener Heeresgeschichtliche Museum tätig. So schuf er anlässlich der Wiedereröffnung des Museums im Jahr 1955 den Bronzeguss Kaiser Maximilians I. für eine der beiden Artilleriehallen (Arsenal, Objekt 2). Weiters war er für das Museum auch restauratorisch tätig.
Pillhofer fertigte Skulpturen und Plastiken aus Stein, Holz, Ton und Metall an. Stilistisch war er von Wilhelm Lehmbruck beeinflusst, aber auch die Kubisten, wie Henri Laurens und die Abstrakten, wie Constantin Brâncuși, prägten sein Werk. Pillhofer gilt als einer der wenigen abstrakten Bildhauer der Wotruba-Schule.

### Lehrtätigkeiten
Von 1954 bis 1970 war Pillhofer Lehrbeauftragter und später Assistent an der Akademie der bildenden Künste in Wien.
Von 1970 bis 1981 leitete er als Professor die Meisterklasse für Bildhauerei an der Grazer Kunstgewerbeschule. Ebenfalls in Graz war er von 1972 bis 1974 als Ordinarius für künstlerisches Gestalten an der Technischen Universität tätig.

### Privates
Pillhofer lebte und arbeitete in Wien und Mürzzuschlag. Er war über 50 Jahre lang mit seiner Frau verheiratet und hatte mit ihr zwei Söhne und zwei Töchter. Seine Tochter Christine Pillhofer (1954–2018) war ebenfalls Bildhauerin.

## Ausstellungen (Auswahl)
- 1951: Galerie Silvagni, Paris
- 1952: Galerie Würthle, Wien
- 1954 und 1956: Teilnahme an der Biennale in Venedig
- 1956 und 1961: Musée Rodin, Paris
- 1984 und 1992: Rupertinum, Salzburg
- 1991: Graphische Sammlung Albertina, Wien
- 1997: Egon Schiele Art Centrum, Krumau/Tschechien
- 2002 und 2007: Österreichische Galerie Belvedere, Wien
- 2011: Josef Pillhofer – Das Ideal der Proportion, Künstlerhaus Wien, Wien
- 2021: Josef Pillhofer, Skulpturen und Zeichnungen, Galerie bei der Albertina, Zetter (Einzelausstellung) Wien.

## Permanent ausgestellte Werke (Auswahl)

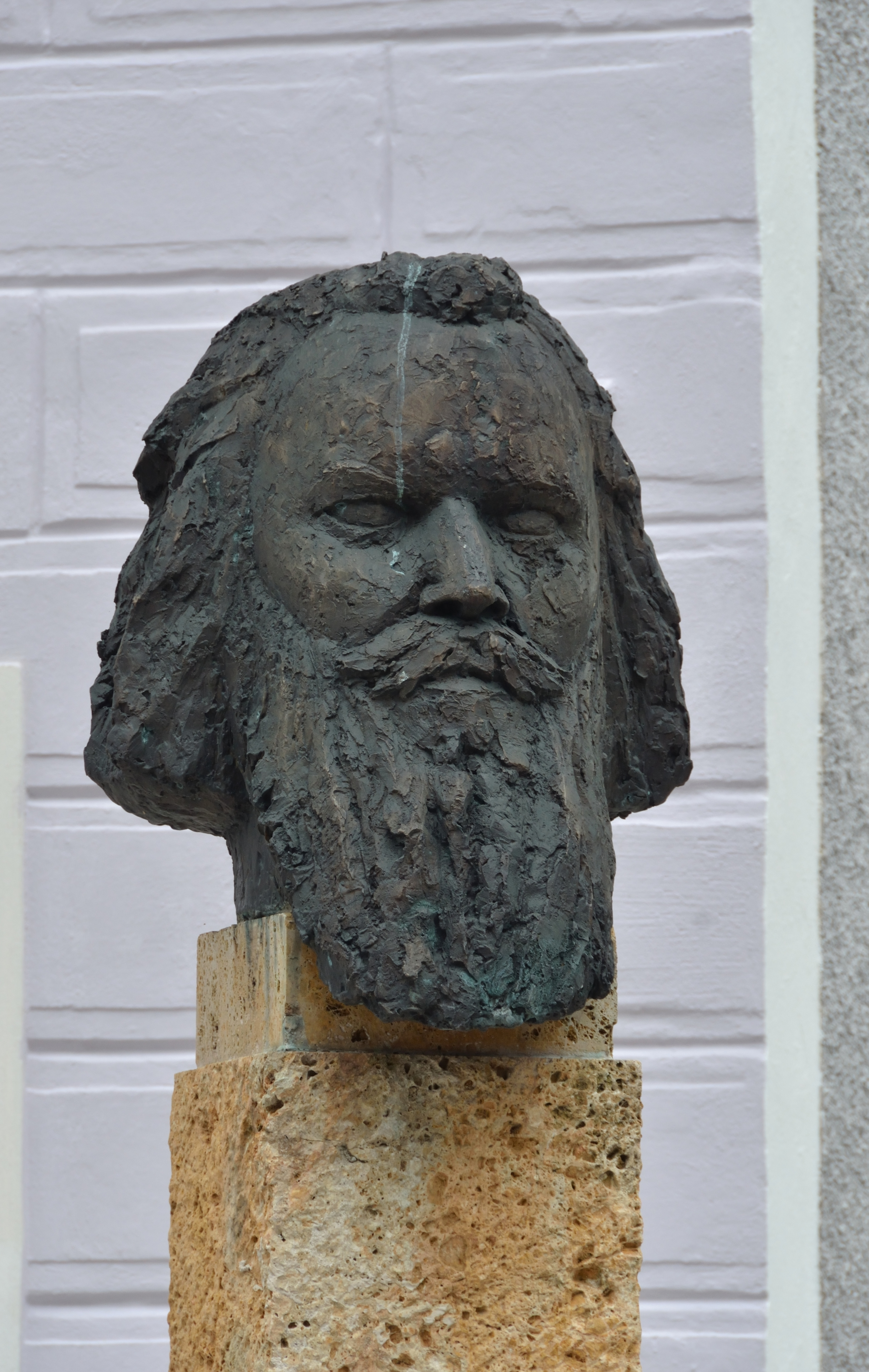
Brahmsbüste in Mürzzuschlag

Pillhofer hat in Neuberg an der Mürz, Steiermark eine Pillhofer-Halle errichtet, in der zahlreiche Skulpturen und Papierarbeiten zu sehen sind.
Außerdem ist er mit Werken u. a. in den folgenden Museen vertreten:
- Museum Liaunig, Neuhaus/Kärnten
- Heeresgeschichtliches Museum, Wien
- Storm King Art Center, New York
- Graphische Sammlung Albertina, Wien
- Neue Galerie am Landesmuseum Joanneum, Graz
- Nipputen Museum, Tokyo
- Freilichtmuseum Montreal
- Freilichtmuseum Assuan

## Ehrungen und  Mitgliedschaften
- 1955–1959: Mitglied des Art Club
- 1955: Aufnahme in die Wiener Secession
- 1951: Staatspreis der Akademie der bildenden Künste Wien
- 1968: Österreichischer Staatspreis für Plastik
- 1979: Preis der Stadt Wien für Bildende Kunst
- 1983: Würdigungspreis des Landes Steiermark für bildende Kunst
- 1996: Großes Ehrenzeichen des Landes Steiermark
- 2009: Ehrenkreuz für Wissenschaft und Kunst I. Klasse